# Sanremo 2023 (compilation)
Sanremo 2023 è la compilation ufficiale del Festival di Sanremo 2023, pubblicata il 10 febbraio 2023 in concomitanza con la 73ª edizione della manifestazione.
La raccolta è composta da due compact disc che contengono 14 brani ognuno, per un totale di 28 brani che hanno partecipato alla rassegna. Ne è stata pubblicata anche una versione in vinile 33 giri.
La copertina dell'album è stata progettata dalla designer Daniela Boccadoro.

## Tracce

### Versione standard
CD 1
1. Elodie – Due
2. Ultimo – Alba
3. Colapesce Dimartino – Splash
4. Lazza – Cenere
5. Tananai – Tango
6. Coma Cose – L'addio
7. Olly – Polvere
8. Ariete – Mare di guai
9. Leo Gassmann – Terzo cuore
10. Colla Zio – Non mi va
11. LDA – Se poi domani
12. Articolo 31 – Un bel viaggio
13. Levante – Vivo
14. Sethu – Cause perse

CD 2
1. Madame – Il bene nel male
2. I Cugini di Campagna – Lettera 22
3. Marco Mengoni – Due vite
4. Giorgia – Parole dette male
5. Modà – Lasciami
6. Gianmaria – Mostro
7. Gianluca Grignani – Quando ti manca il fiato
8. Mara Sattei – Duemilaminuti
9. Anna Oxa – Sali (canto dell'anima)
10. Will – Stupido
11. Rosa Chemical – Made in Italy
12. Paola & Chiara – Furore
13. Mr. Rain – Supereroi
14. Shari – Egoista

### Versione per edicola
CD 1
1. Elodie – Due
2. Ultimo – Alba
3. Colapesce e Dimartino – Splash
4. Lazza – Cenere
5. Tananai – Tango
6. Coma Cose – L'addio
7. Olly – Polvere
8. Ariete – Mare di guai
9. Leo Gassmann – Terzo cuore
10. Colla Zio – Non mi va
11. LDA – Se poi domani
12. Articolo 31 – Un bel viaggio
13. Levante – Vivo

CD 2
1. Madame – Il bene nel male
2. I Cugini di Campagna – Lettera 22
3. Marco Mengoni – Due vite
4. Giorgia – Parole dette male
5. Modà – Lasciami
6. Gianmaria – Mostro
7. Gianluca Grignani – Quando ti manca il fiato
8. Mara Sattei – Duemilaminuti
9. Anna Oxa – Sali (canto dell'anima)
10. Will – Stupido
11. Rosa Chemical – Made in italy
12. Paola & Chiara – Furore
13. Mr. Rain – Supereroi
14. Shari – Egoista

Nella versione per edicola non è presente il brano Cause perse interpretato da Sethu.

## Classifiche
| Classifica (2024) | Posizione massima |
| ----------------- | ----------------- |
| Italia            | 3                 |